# Autoba rufipuncta
Autoba rufipuncta là một loài bướm đêm trong họ Erebidae.